# Rue Émile Idiers
La rue Émile Idiers est une rue bruxelloise de la commune d'Auderghem qui va de la chaussée de Wavre à l'avenue de la Sablière.
Sa longueur est d'environ 150 mètres.

## Historique et description
L'Atlas des Communications Vicinales  de 1843 révèle qu'en cet endroit figurait le sentier n° 38, le long d'un court affluent de la Woluwe, portant alors le nom de Langegrachtdam (traduit : digue ou chemin du grand fossé). Le chemin s'étendait au-delà de l'actuelle rue Émile Steeno, jusqu'à Woluwe-Saint-Pierre.
Dans la partie formant l'actuelle rue Idiers commençait à se développer une petite activité industrielle. Vers 1870, la teinturerie d'indiennes d'Émile Idiers y donnait aussi du coton et un rapport du collège du 15 octobre 1892 fait mention d'une savonnerie clandestine fonctionnant sur ce sentier, nommé alors impasse des Fabriques.
À cette époque, la teinturerie déversait ses eaux usées dans la Woluwe, ce qui avait comme conséquence que les laveuses rinçant en aval le linge propre dans le ruisseau voyaient leur linge diversement coloré avec un le ruisseau ayant pris toutes les couleurs de l'arc-en-ciel. Le sentier longeant le ruisseau devint ainsi la rue aux Mille Couleurs, confirmé par le collège le 24 mars 1916.
La rue demeura étroite jusqu'en 1922, lorsqu'elle fut élargie. Il fut décidé de la nommer d'après Émile Idiers, ancien échevin d'Auderghem, le 19 décembre 1925.